# Hamberg Gletscher
Hamberg Gletscher är en glaciär i Grönland (Kungariket Danmark). Den ligger i den centrala delen av Grönland, 1 400 km nordost om huvudstaden Nuuk. Hamberg Gletscher ligger 2 091 meter över havet.
Terrängen runt Hamberg Gletscher är varierad. Hamberg Gletscher ligger uppe på en höjd.  Trakten runt Hamberg Gletscher är nära nog obefolkad, med mindre än två invånare per kvadratkilometer. Det finns inga samhällen i närheten. Trakten runt Hamberg Gletscher är permanent täckt av is och snö.